# 사쓰에이쇼마에역
사쓰에이쇼마에역(일본어: 撮影所前駅, さつえいしょまええき)은 일본 교토부 교토시 우쿄구에 있는 게이후쿠 전기 철도 기타노 선의 역이다. 역 번호는 B1이다.
기타노 선의 개통으로부터 90주년을 기념하여 설치가 결정된 역이다. 역이 있는 우즈마사 지구는 기타노 선 개통과 같은 해에 설립된 반도오쓰 마사부로 프로덕션을 기반으로 한 도에이 교토 촬영소가 입지하는 등 일본 영화 산업의 일단을 맡은 지방 풍습이어서 촬영실 앞역으로 명명되었다.
게이후쿠 전기 철도에서 새로운 역의 개통은, 2008년에 개통한 란덴텐진가와 역 이후 8년 만이다.

## 역사
- 2016년
  - 3월 30일: 기념식 거행.
  - 4월 1일: 개업.

## 역 구조
단선을 낀 형태의 2면 상대식 지상역이다. 방면별 분리 때문에 진행 방향 왼쪽 문만 열린다.

## 역 주변
- 도에이 교토 촬영소
- 도에이 우즈마사 영화촌
- JR 사가노 선 우즈마사역

## 인접역
| 게이후쿠 전기 철도 ■ 기타노 선  | 게이후쿠 전기 철도 ■ 기타노 선 | 게이후쿠 전기 철도 ■ 기타노 선     |
| ------------------------------- | ------------------------------ | ---------------------------------- |
| B2 도키와 기타노하쿠바이초 방면 |                                | 가타비라노쓰지 가타비라노쓰지 방면 |